# 張克溫
張克溫（1464年—？），字□，山西平陽府臨汾縣人，匠籍，明朝政治人物。

## 生平
弘治二年（1489年）己酉科山西鄉試第□名舉人。弘治十八年（1505年）中式乙丑科會試第一百四十九名，三甲第一百一十三名進士。授戶部員外郎。曾於通州賞軍時有羨銀數萬兩，張克溫全數上繳分文不取。他亦博覽羣書，通五經，追隨者眾，時人稱張夫子。

## 家族
曾祖張糴；祖父張□，□；父張□，母李氏。慈侍下。